# Абди Хеба
Абди Хеба е иевусейски владетел от XIV век пр. Хр.
Известен е от няколко негови писма до египетския фараон, вероятно Аменхотеп III, които са част от Амарнския архив и са датирани към 30-те години на XIV век пр. Хр. По това време той е владетел на Иевус, днешния Йерусалим. В писмата си той признава фараона за свой сюзерен и го моли за помощ срещу нападения на хабиру и срещу други местни владетели, с които е в конфликт.